# Jussi Kujala
Jussi Kujala (født 4. april 1983 i Tampere, Finland) er en finsk tidligere fodboldspiller (midtbane/forsvarer), hvis aktive karriere strakte sig fra 1999 til 2015. 
Kujala spillede fem venskabskampe for det finske landshold i perioden 2004-2009. På klubplan tilbragte han størstedelen af karrieren i hjemlandet, men havde også ophold i Holland hos Ajax og De Graafschap.

## Titler
Veikkausliiga
- 2006 og 2007 med Tampere United

Finsk pokal
- 2007 med Tampere United